# Коруше
Кору́ше (порт. Coruche; МФА: [ku.ˈɾu.ʃɨ], Куру́ши) — муніципалітет і містечко в Португалії, в окрузі Сантарен. Розташований у центральній частині країни, на теренах історичної португальської провінції Ештремадура. Належить до Сантаренської діоцезії Католицької церкви в Португалії. Права міського самоврядування має з 1182 року. Поділяється на 6 парафій. За адміністративним поділом, чинним до 1976 року, був складовою провінції Рібатежу. Площа муніципалітету — 1115,72 км², населення муніципалітету — 19944 ос. (2011); густота населення — 17,88 осіб/км²
. Патрон — Діва Марія. Святковий день муніципалітету — 17 серпня. Поштовий індекс — 2100.  Код місцевої адміністративної одиниці — 1409. Складова статистичного регіону Алентежу.

## Географія
Коруше розташоване в центрі Португалії, на півдні округу Сантарен.
Коруше межує на півночі з муніципалітетами Алмейрін і Шамушка, на північному сході — з муніципалітетом Понте-де-Сор, на сході — з муніципалітетом Мора (Евора), на південному сході — з муніципалітетом Аррайолуш, на півдні — з муніципалітетами Монтемор-у-Нову і Монтіжу, на заході — з муніципалітетом Бенавенте, на північному заході — з муніципалітетом Салватерра-де-Магуш.

## Історія
1182 року португальський король Афонсу І надав Коруше форал, яким визнав за поселенням статус містечка та муніципальні самоврядні права.

## Населення
| Кількість мешканців | Кількість мешканців | Кількість мешканців | Кількість мешканців | Кількість мешканців | Кількість мешканців | Кількість мешканців | Кількість мешканців | Кількість мешканців | Кількість мешканців | Кількість мешканців | Кількість мешканців | Кількість мешканців | Кількість мешканців | Кількість мешканців | Кількість мешканців |
| ------------------- | ------------------- | ------------------- | ------------------- | ------------------- | ------------------- | ------------------- | ------------------- | ------------------- | ------------------- | ------------------- | ------------------- | ------------------- | ------------------- | ------------------- | ------------------- |
| 1864                | 1878                | 1890                | 1900                | 1911                | 1920                | 1930                | 1940                | 1950                | 1960                | 1970                | 1981                | 1991                | 2001                | 2011                |                     |
| 6 759               | 7 896               | 8 358               | 9 634               | 13 031              | 14 023              | 18 317              | 23 352              | 26 136              | 27 437              | 24 800              | 25 278              | 23 634              | 21 332              | 19 944              |                     |